# Nazionale femminile di calcio dello Zimbabwe
La nazionale di calcio femminile dello Zimbabwe è la rappresentativa calcistica femminile internazionale dello Zimbabwe, gestita dalla locale federazione calcistica (ZIFA).
In base alla classifica emessa dalla FIFA il 15 marzo 2024, la nazionale femminile occupa il 127º posto del FIFA/Coca-Cola Women's World Ranking.
Come membro della Confédération Africaine de Football (CAF), partecipa a vari tornei di calcio internazionali, come al Campionato mondiale FIFA, alla Coppa delle nazioni africane femminile, ai Giochi olimpici estivi, ai Giochi panafricani e ai tornei a invito. Oltre alla CAF, come le altre nazionali di calcio che rappresentano lo Zimbabwe negli incontri internazionali, è membro della Council of Southern Africa Football Associations (COSAFA), che raggruppa le federazioni dell'Africa meridionale.
Il miglior risultato sportivo ottenuto dello Zimbabwe è rappresentato dalla partecipazione al torneo femminile di calcio ai Giochi della XXXI Olimpiade nel 2016, venendo eliminato nella fase a gironi.

## Storia

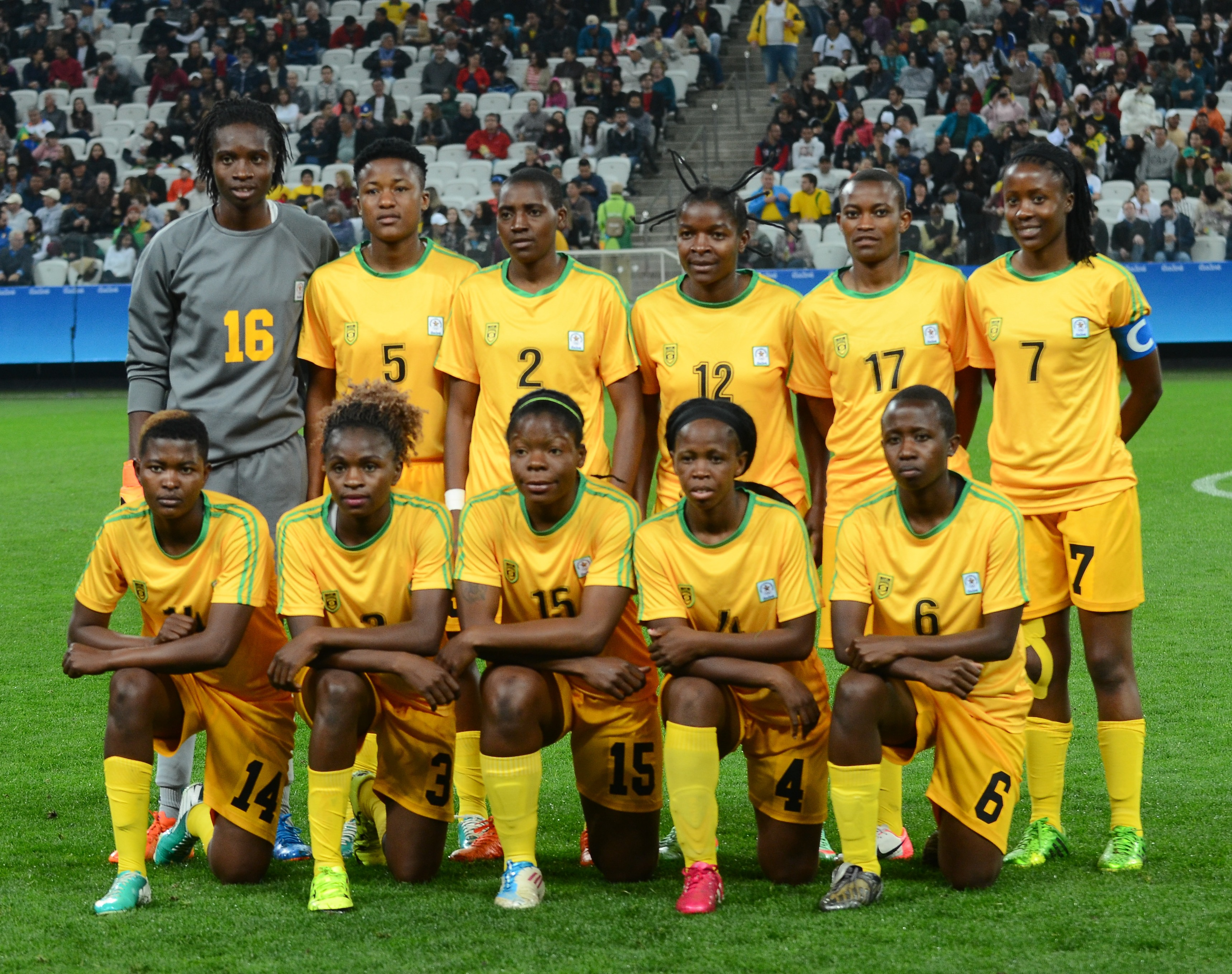
Formazione della nazionale per la partita contro la Germania ai Giochi Olimpici 2016.

La nazionale zimbabwese si era iscritta nel 1991 alla prima edizione del campionato africano, ma si ritirò prima dell'inizio della competizione. Nel 2000 disputò le sue prime partite, superando il Lesotho nel turno di qualificazione al campionato africano. Inserita nel gruppo A assieme alle padrone di casa del Sudafrica e alle altre due esordienti Uganda e La Riunione, lo Zimbabwe concluse il raggruppamento al secondo posto alle spalle delle sudafricane, accedendo così alla fase a eliminazione diretta. In semifinale venne sconfitto per 6-0 dalla Nigeria e nella finalina dal Ghana, concludendo la manifestazione al quarto posto. Partecipò alla fase finale delle due edizioni successive, venendo, però, eliminato al termine della fase a gironi in entrambe le occasioni. Nel 2011 conquistò il suo primo trofeo, vincendo il campionato COSAFA, organizzato in quell'anno proprio nello Zimbabwe, dopo aver battuto in finale il Sudafrica e grazie alle reti di Rufaro Machingura.
Nel 2015 la nazionale zimbabwese vinse il torneo preolimpico riservato alle nazionali affiliate alla CAF, battendo nella doppia finale il Camerun grazie alla regola dei gol fuori casa, e qualificandosi al torneo femminile di calcio ai Giochi della XXXI Olimpiade, organizzati a Rio de Janeiro. Si trattò della prima volta che una nazionale dello Zimbabwe si qualificava a un torneo calcistico a livello intercontinentale. Al sorteggio le Mighty Warriors vennero inserite nel gruppo F assieme a Germania, Canada e Australia. Persero 1-3 contro le canadesi e 1-6 sia contro le tedesche che contro le australiane, concludendo il raggruppamento all'ultimo posto e venendo eliminate dal torneo. Nello stesso anno tornò a disputare la fase finale del campionato continentale, che aveva appena cambiato denominazione in Coppa delle nazioni africane. Inserita nel gruppo A con Camerun, Sudafrica ed Egitto, concluse all'ultimo posto dopo aver pareggiato contro le sudafricane e perso le altre due partite.

## Partecipazione ai tornei internazionali
Legenda: Grassetto: Risultato migliore, Corsivo: Mancate partecipazioni

## Palmarès
- Campionato COSAFA: 1

2011

## Tutte le rose

### Olimpiadi
Calcio ai Giochi Olimpici Estivi 20161 Dzingirai, 2 Mutokuto, 3 Makoto, 4 Majika, 5 Msipa, 6 Mandaza, 7 Neshamba, 8 Kapfumvuti, 9 Zulu, 10 Chirandu, 11 Kaitano, 12 Nyaumwe, 13 Jeke, 14 Chibanda, 15 Makore, 16 Magwede, 17 Bhasopo, 18 Muzongondi, CT: Mlauzi